# La presa del poder per Lluís XIV
 La presa del poder per Lluís XIV  (títol original en francès: La Prise de pouvoir par Louis XIV ) és un telefilm dirigit per Roberto Rossellini per la televisió francesa el 1966, reconstrucció històrica del Rei Sol a l'alba del seu regnat. Ha estat doblada al català.

## Història
A la mort del cardenal Mazarino el 1661, el jove Lluís XIV anuncia a la seva mare Anna d'Àustria i als ministres la seva decisió de governar sol. Recolzant-se en Colbert, el jove rei fa detenir Fouquet, culpable de concussió. El rei fa començar els treballs del seu nou palau de Versalles, obra de propaganda reial que ha d'impressionar Europa sencera. La cort és domesticada.

## Repartiment
- Jean-Marie Patte: Lluís XIV
- Raymond Jourdan: Colbert
- Giulio Cesare Silvagni: Mazarino
- Katharina Renn: Anna d'Àustria
- Dominique Vincent: Madame du Plessis
- Pierre Barrat: Fouquet
- Fernand Fabre: el Tellier
- Françoise Ponty: Louise de La Vallière
- Joeëlle Laugeois: Marie-Thérèse
- Jacqueline Corot: Sra. Henriette
- Maurice Barrier: D'Artagnan
- François Mirante: M. de Brienne